# Jan Riesenkampf
Jan Riesenkampf (Zabrze, Šleska, Poljska, 1963.), poljski pjesnik, prozaist, esejist, književni kritičar i prevoditelj.

## Djela
- Poezija:
- Koszula 1992.
- Wybrane, 1999.
- janriesenkampf.com, 2002.
- Zwykły poeta, 2005.

## Vanjske poveznice
- Jan Riesenkampf  Arhivirana inačica izvorne stranice od 3. svibnja 2013. (Wayback Machine) w PoeWiki
- Blog Riesenkampfa